# David Porter
Capitán de Navío Pedro David Porter (1780-1843) fue un oficial de la Armada de los Estados Unidos y más tarde el comandante en jefe de la Armada de México. Fue el padre del Almirante David Dixon Porter (1813-1891) y del oficial William D. Porter así como padre adoptivo del Almirante David Farragut (1801-1870), dos de los oficiales principales navales de la guerra civil estadounidense y fue el tío de David Henry Porter, quien luchó en la batalla de Muriel.

## Inicios y carrera en Estados Unidos
Nació en Boston, Massachusetts, Porter sirvió en la Cuasi-Guerra con Francia, primero como guardia marina a bordo del USS Constellation, que participa en la captura de L'Insurgente el 9 de febrero de 1799; y también, ahora como 1.er teniente de Experimento y más tarde en mando del USS Amphitheatre. Durante la guerras berberiscas (1801-07), Porter era el 1r teniente de la Empresa del Nueva York y Filadelfia, pero este fue tomado preso cuando Filadelfia corrió encallado en el puerto de Trípoli el 31 de octubre de 1803. Después de su liberación el 3 de junio de 1805 él permaneció en el Mediterráneo como Capitán interpretador de la Constitución estadounidense y el capitán posterior de Empresa que no conocía de ella.
Él era responsable de las fuerzas navales en Nueva Orleans en el periodo 1808-10. Como el comandante de USS Essex en la guerra de 1812, el Capitán Porter alcanzó la fama por haber capturando el primer buque de guerra británico del conflicto, el Buque Alarma, el 13 de agosto de 1812 así como varios buques mercantes. En 1813 él navegó junto al Essex alrededor del Cabo de Hornos y viajó en el océano Pacífico en guerra con las empresas balleneras británicas. El 28 de marzo de 1814 Porter fue forzado a rendirse junto a sus fuerzas en Valparaíso después de una competencia desigual con las fragatas HMS Phoebe y Cherub de la Marina Real Británica.
A partir de 1815 hasta 1822 él era un miembro de los Comisionados Navales. Desde este puesto apoyó la organización de la expedición montada por el patriota chileno José Miguel Carrera. Dejó este cargo para ordenar una expedición para suprimir la piratería en las Antillas en 1823-25. Mientras en las Antillas se suprimía la piratería, Porter invadió la ciudad de Fajardo, Puerto Rico (una provincia española) para vengar el encarcelamiento de un oficial de su flota, y es por este acto por el que la Marina estadounidense decidió inhabilitarlo 1 año en un juicio militar, por lo que él consideraba un fallo injusto, decidió pasar al servicio de la Armada de México, que en aquellos días se empeñaba en rechazar a los buques españoles en las aguas de Cuba y que al tomar esta decisión, él dejó a su familia en Estados Unidos.

## Carrera en la Armada de México
Con la entrada de David Porter vinieron a México también sus parientes David Dixon Porter y Thomas. Protegió los barcos y las aguas mexicanas obligando a los buques españoles a retroceder sus límites marítimos y a llevar escoltas a sus buques. Porter decide tomar Florida para hacer uso de su terreno como refugio, por lo que esta acción genera tensiones políticas con Estados Unidos y España que desencadenan en 1828 en el combate entre el Guerrero, que comandaba su sobrino David Henry Porter, y la fragata española Lealtad, que terminó con la derrota de México. 
Con las dificultades de la economía de México Porter se mete en problemas políticos en su contra y argumentando que se le habían presentado dos atentados en su contra decide finalmente regresar a los Estados Unidos.

## Vida posterior
Allí el presidente Jackson le nombró en 1830 cónsul en Argelia. Un año después, ante la ocupación francesa de Argel, le nombraron embajador ante el Imperio otomano y allí posteriormente David Porter se quedó hasta que, a los 63 años de edad, falleció en Constantinopla, el 3 de marzo de 1843.